# Canthochilum baracutey
Canthochilum baracutey är en skalbaggsart som beskrevs av Fernando de Zayas och Matthews 1966. Canthochilum baracutey ingår i släktet Canthochilum och familjen bladhorningar. Inga underarter finns listade.